# Dračka reka
La Dračka reka (en serbe cyrillique : Драчка река) est une rivière de Serbie. Elle a une longueur de 12,5 km et elle est un affluent gauche de la Lepenica.
La Dračka reka appartient au bassin versant de la mer Noire. Son propre bassin couvre une superficie de 36 km2. Elle n'est pas navigable.

## Géographie
La Dračka reka prend sa source au pied du mont Ambar, sur le territoire du village de Rogojevac et se jette dans la Lepenica près de la gare ferroviaire de Grošnica.